# Даштакар
Даштакар (вірм. Դաշտաքար) — село в марзі Арарат, у центрі Вірменії. Село розташоване за 3 км на північний схід від міста Веді, за 12 км на північ від міста Арарат та за 7 км на захід від села Урцадзор.